# Claude Berri
Claude Berri (narozen jako Claude Berel Langmann 1. července 1934, Paříž, Francie – 12. ledna 2009, Paříž) byl francouzský filmový režisér, herec, scenárista a producent.
Berri byl dvanáctkrát nominován na cenu César a získal v roce 1966 Oscara za krátký film Le Poulet. Byl také producentem filmu Romana Polanského Tess, který byl nominován na Oscara v roce 1981.

## Filmografie

### Režie
- Pépé a Claude (1967)
- Ahoj, tajtrlíku! (1983)
- Jean od Floretty (1986)
- Manon od pramene (1986)
- Germinal (1993)
- Posluhovačka (2002)
- Prostě spolu (2007)

### Scénáře
- 1966 Pépé a Claude
- 1968 Mazel Tov ou le Marriage
- 1969 Le Pistonné
- 1970 Le cinéma de papa
- 1972 Quello che già conosci sul sesso e non prendi più sul serio
- 1975 Il cornuto scontento
- 1976 La première fois
- 1977 Un moment d'égarement
- 1980 Je vous aime
- 1981 Každý začátek je těžký
- 1983 Ciao amico
- 1986 Manon od pramene
- 1986 Jean od Floretty
- 1990 Uranus
- 1993 Germinal
- 1996 Lucie Aubrac - Il coraggio di una donna
- 1999 Rozvrat
- 2001 Posluhovačka
- 2004 Jeden zůstává, druhý odchází
- 2006 Prostě spolu